# STRIDE
STRIDE (англ. System to Retrieve Information from Drug Evidence) — программа Управления по борьбе с наркотиками США, включающая 6 подсистем, предоставляющих информацию о наркотиках, статистике по маркировке таблеток и капсул, учёте лекарственных средств, отслеживанию, статистической информации об удалённых наркотиков с рынка, использование лабораторной рабочей силы и информации о подсистемах, анализуемых вне лабораторной системы ОБН участвующих в конфискациях.

## Цели
Система обеспечивает среду для ввода, обновления и отображения результатов анализа вещественных улик и для характеризации физических и химических характеристик вещества для выяснения происхождения доказательств.

## Разногласия
Академическое использования STRIDE данных для поиска тенденций в ценовой политике и других данных была подвергнута критике, поскольку отбор проб, входящих в систему, ограничивается успешными операциями и, таким образом, является относительно небольшим и не представляет большой рынок.